# Macchia (Giarre)
Macchia is een plaats (frazione) in de Italiaanse gemeente Giarre.